# میتو، آیچی
میتو، آیچی (به لاتین: Mito) یک منطقهٔ مسکونی در ژاپن است که در Hoi District واقع شده‌است. میتو ۱۳٬۵۳۶ نفر جمعیت دارد.